# خوک‌ها (سه خوک جورواجور)
خوک‌ها (سه خوک جورواجور) (به انگلیسی: Pigs (Three Different Ones)) نام آهنگی از گروه موسیقی پراگرسیو راک پینک فلوید است. این آهنگ در آلبوم ۱۹۷۷ گروه با عنوان جانوران قرار دارد. در سیر مفهومی آلبوم جانوران از دیدگاه واترز، خوک‌ها نماد انسان‌هایی هستند که در بالای نردبان جامعه قرار دارند و دارای ثروت و قدرت هستند و سایر افراد یک جامعه (که در آلبوم به سگ‌ها و گوسفندها نسبت داده می‌شوند) را وادار می‌کنند تا آن‌گونه که مطابق میل آن‌هاست رفتار کنند. پس خوک‌ها می‌توانند همچنان قدرتمند باقی بمانند.

## سازندگان
- راجر واترز - گیتار و خواننده، تپ افکت
- دیوید گیلمور - گیتار و بیس گیتار، تالک باکس
- ریچارد رایت - ارگ هموند، پیانو،سینث‌سایزر
- نیک میسن - درامر و نوازنده سازهای کوبه‌ای